# Josep Estrada i Almorín
Josep Estrada i Almorín (Premià de Mar, 26 de desembre de 1918 - Barcelona, 1 de novembre de 1994) fou un futbolista català de les dècades de 1930 i 1940.

## Trajectòria
Va jugar al FC Barcelona entre 1934 i 1939, però no arribà a disputar partits oficials amb el club, excepte durant la temporada 1937-38, en la qual fou titular a l'onze blaugrana, disputant 10 partits del Campionat de Catalunya. Comptant els amistosos, jugà 68 partits amb el club. Finalitzada la Guerra Civil fitxà pel Reial Valladolid, on jugà fins a 1945, i a continuació retornà a Catalunya, per jugar a l'Espanya Industrial, CF Reus Deportiu, CD Tortosa, CF Igualada i CE Premià, club on es retirà el 1952.

## Palmarès
- Campionat de Catalunya de futbol:
  - 1937-38